# Bluesky
Bluesky (обикновено се съкращава като Bsky) е социална медийна услуга за микроблогове. Потребителите могат да споделят кратки публикации, съдържащи текст, изображения и видеоклипове. Тя е собственост на Bluesky Social PBC, нетърговска корпорация, базирана в САЩ.
Bluesky е разработен като еталонна реализация на AT протокола, отворен мрежов протокол за разпределени социални мрежи. Bluesky популяризира протокол, в който множество социални мрежи, всяка със собствени системи за куриране и модериране, взаимодействат с други социални мрежи въз основа на отворен стандарт. Платформата предлага „пазар на алгоритми“, където потребителите могат да избират или създават алгоритмични канали, управлявани от потребителите услуги за модериране и етикетиране, както и създадени от потребителите „стартови пакети“, които позволяват на потребителите бързо да следват голям брой свързани акаунти в рамките на дадена общност или субкултура. Протоколът AT предлага система за управление, базирана на име на домейн, в рамките на Bluesky, която позволява на потребителите да потвърждават легитимността и самоличността на акаунта си чрез доказване на собственост върху име на домейн.
Bluesky стартира през 2019 г. като изследователска инициатива в Twitter, а през 2021 г. се превръща в независима компания. Разработката на социалното приложение се ускорява през 2022 г. след придобиването на Twitter от Илон Мъск и последвалото прекъсване на връзките между компаниите. Bluesky стартира като услуга само с покани през февруари 2023 г., а регистрациите започват през февруари 2024 г. Бившият главен изпълнителен директор на Twitter Джак Дорси напуска борда на Bluesky Social през май 2024 г. Платформата на социалната медия се разраства след октомври 2024 г., като до ноември 2024 г. достига 20 милиона потребители, а до януари 2025 г. – 30 милиона.